# A fortiori
A fortiori (Latijn voor sterker nog) is een uitdrukking en een argumentatievorm.

## Uitdrukking
A fortiori wordt gebruikt in de betekenis van sterker nog, al helemaal, dan zeker.
Voorbeeld: "Een gemotiveerde student slaagt voor zijn examens. A fortiori iemand die zoveel talent heeft als jij."

## Argumentatievorm
Men neemt een bepaalde propositie voor waar aan. Vervolgens verdedigt men een andere uitspraak door er op te wijzen dat als de eerste propositie waar is, dan zeker ook de nieuwe uitspraak.
Bijvoorbeeld: laat {\displaystyle x} en {\displaystyle y} gehele getallen zijn. Neem aan dat {\displaystyle x<y}, dan is a fortiori {\displaystyle x-1<y}.